# Laser RetroReflector for InSight

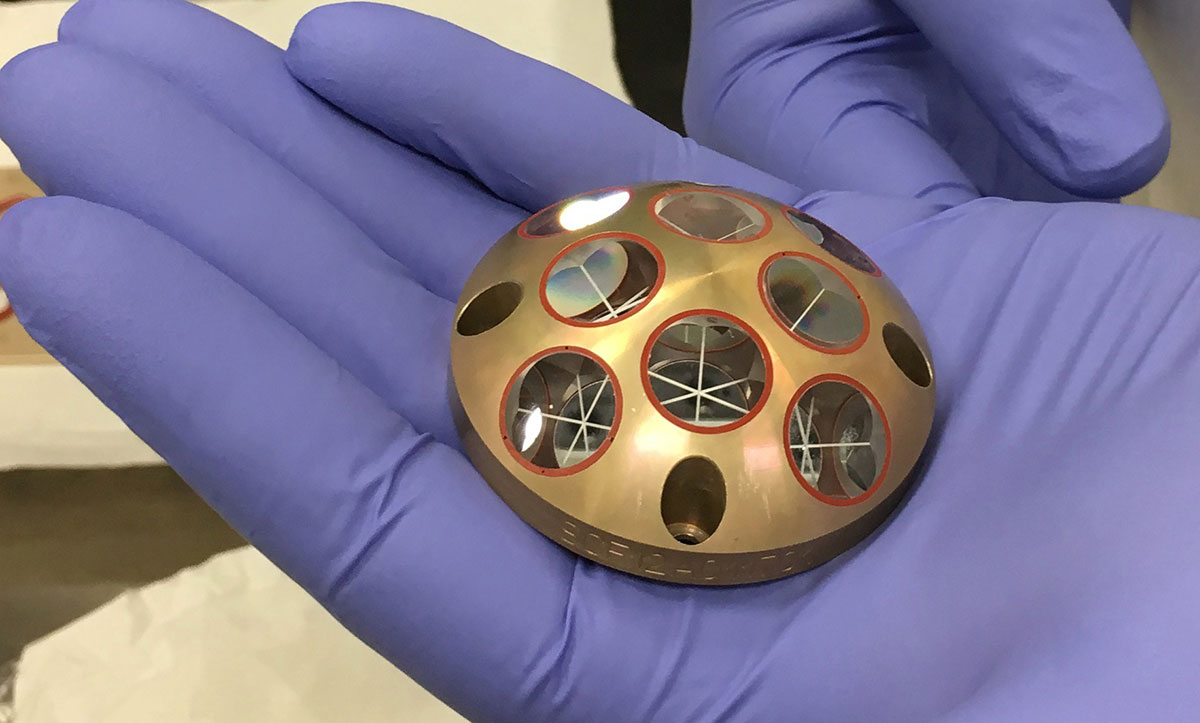
El instrumento. Obsérvese su pequeño tamaño

El Laser RetroReflector for InSight (LaRRI) es un retroreflector de esquina proporcionado por la Agencia Espacial Italiana y montado en la cubierta superior de InSight. Permitirá la detección pasiva por láser en órbita, incluso después de la retirada del módulo de aterrizaje y funcionará como un nodo en una red geofísica de Marte.
La misión ESA ExoMars Schiaparelli, que desafortunadamente falló en el aterrizaje de Marte en 2016, llevaba un retrorreflector láser como el de la InSight.